# Condado de Waldo
O Condado de Waldo é um dos 16 condados do Estado americano do Maine. A sede do condado é Belfast, e sua maior cidade é Belfast. O condado possui uma área de 2 209 km² (dos quais 319 km² estão cobertos por água), uma população de 36 280 habitantes, e uma densidade populacional de 19 hab/km² (segundo o censo nacional de 2000). O condado foi fundado em 1827.